# Удільні закони
Удільні закони (яп. 分国法, ぶんこくほう, бункоку-хо) — збірники законів в Японії періоду Сенґоку, що мали чинність на території певних володінь (уділів), підконтрольних родам регіональних володарів даймьо. Також відомі як Родові закони (яп. 戦国家法, せんごくはほう, сенґоку кахо).

## Короткі відомості
Удільні закони виконували роль основного закону земель певного даймьо. На відміну від окремих ситуативних законодавчих актів, які мали чинність протягом короткого терміну, удільні закони видавалися у формі кодексу, положення якого повинні були залишатися чинними впродовж декількох поколінь. За формою вони нагадували «Список покарань» 1232 року, але містили повчання нащадкам роду даймьо і були збірками регіонального звичаєвого права, на основі якого даймьо намагалися будувати свою систему влади. Ці удільні закони мали великий вплив на формування законодавства сьоґунату Едо та законів самурайських родів XVII–XIX століть.
- 1439–1529: рід Оуті: «Настінні написи дому Оуті»[1] (11 статей).
- 1479–1481: рід Асакура: «Статті Асакури Такакаґе»[2] (17 статей).
- 1493: рід Саґара: «Закони роду Саґара»[3] (41 стаття).
- ????: рід Ходзьо: «Сімнадцять статей Іск Содзуя»[4] (17 статей).
- 1515: рід Отомо: «Статті Отомо Йосінаґи»[5] (25 статей)
- 1526–1553: рід Імаґава: «Абетковий список Імаґави»[6] (54 статті)
- 1536: рід Дате: «Збірка пилу»[7] (171 статей).
- 1547: рід Такеда: «Закони провінції Кай»[8] (56 статей).
- 1556: рід Юкі: «Закони дому Юкі»[9] (106 статей).
- 1560-ті: рід Мійосі: «Нові положення»[10] (невідомо)
- 1567: рід Роккаку: «Список роду Роккаку»[11] (81 стаття).
- 1597: рід Тьосокабе: «Сто сттатей Тьосокаби Мототіки»[12] (100 статей).